# Natalia Alexeievna (Guilhermina Luísa de Hesse-Darmstadt)
Natália Alexeievna (Prenzlau, 25 de junho de 1755 – São Petersburgo, 15 de abril de 1776) foi a primeira esposa do czarevich Paulo Petrovich da Rússia, filho da imperatriz Catarina II da Rússia, e futuro czar Paulo I da Rússia. Nascida princesa Guilhermina Luísa de Hesse-Darmstadt, era filha de Luís IX, Conde de Hesse-Darmstadt, com sua esposa a condessa Carolina do Palatinado-Zweibrücken.

## Viagem até à Rússia
Em 1773, a imperatriz Catarina II da Rússia estava à procura de uma boa esposa para o seu filho Paulo e pediu recomendações ao rei Frederico II da Prússia. O rei virou-se para as três filhas solteiras do conde de Hesse-Darmstadt. Sem saber qual delas seria melhor, Catarina enviou convites a Guilhermina, Amália, Luísa e à mãe delas para visitar a Rússia. Rapidamente as três irmãs começaram a estudar para aperfeiçoar o seu francês, melhorar a sua dança, a praticar vénias e a completar os seus guarda-roupas. A primeira paragem na sua viagem foi em Berlim onde uma escolta de navios enviados por Catarina as levou para a Rússia. Foi o melhor amigo do Grão-duque Paulo, o jovem Andrei Razumovsky, que comandou a fragata e serviu as três irmãs e a sua mãe. Ele ficou imediatamente cativado pelas jovens passageiras, principalmente Guilhermina que não ficou insensível à admiração de Andrei.
Dois dias depois de chegarem à Rússia, o grão-duque Paulo escolheu Guilhermina para ser a sua esposa. Ela era muito bonita, alegre e exuberante e Paulo foi muito delicado com ela. O seu noivado foi celebrado com grande ostentação e Guilhermina mudou de religião, recebendo um novo nome: Natália Alexeievna. O casamento celebrou-se no dia 29 de setembro de 1773 na Igreja da Natividade da Mãe de Deus.

## Grã-duquesa

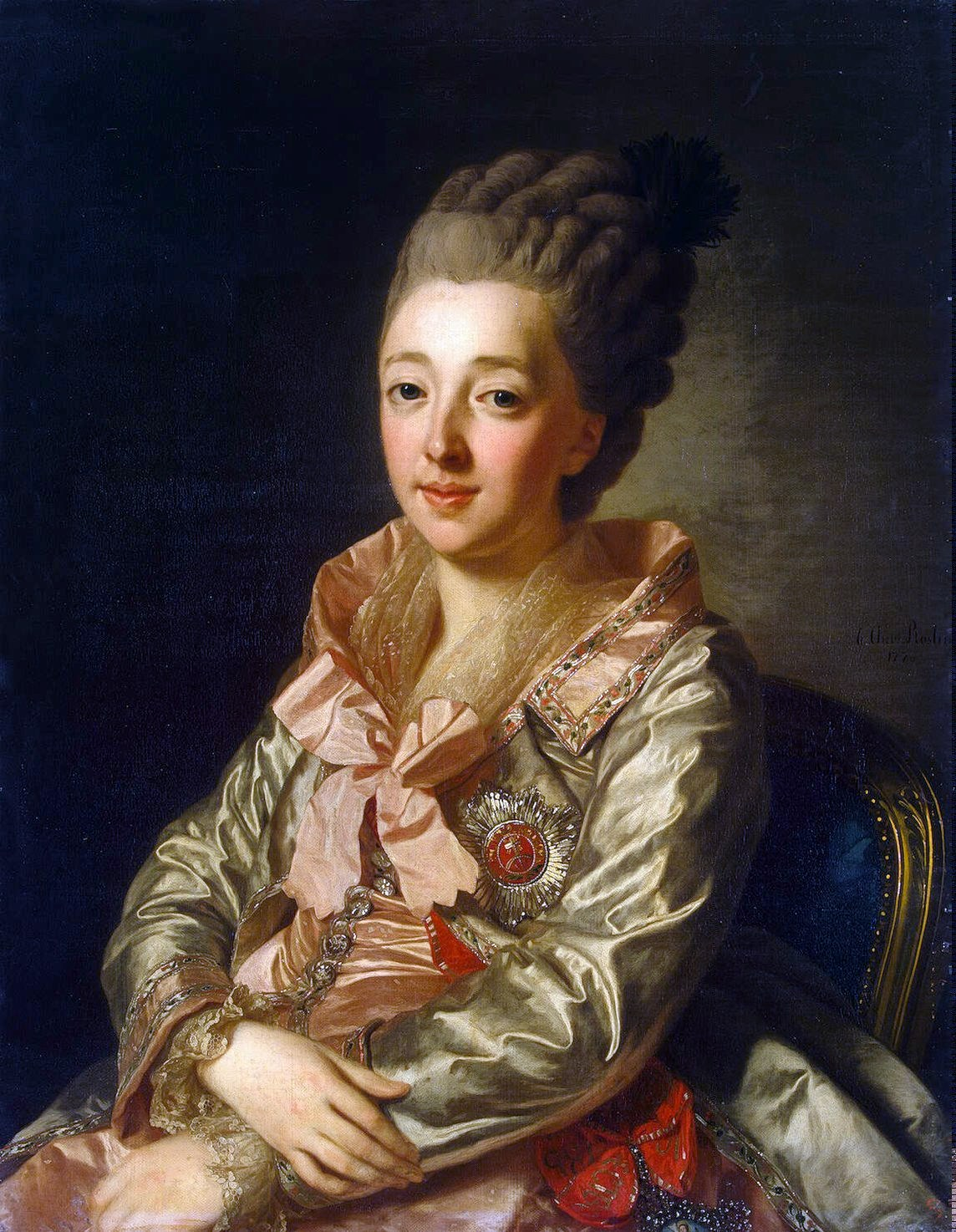
Grã-duquesa Natália Alexeievna, por Alexander Roslin, 1776

Durante os primeiros meses de casamento, a alegria e espontaneidade de Natália animaram a corte inteira. A Imperatriz estava encantada com ela no princípio, mas à medida que o tempo passava, começavam a surgir dificuldades. O casamento de Paulo e Natália foi um fracasso. A mãe de Paulo escreveu que Natália "adora os extremos de todas as coisas. Não ouve nenhum conselho e não vejo nela nenhum charme, nem perspicácia, nem bom senso." Natália recusou-se a aprender russo e participou num plano que colocaria Paulo no trono. Sentia uma grande necessidade de obter poder devido ao desapontamento da sua vida como esposa e também a desilusão em relação ao seu marido. Eventualmente, acabou por se apaixonar pelo charmoso Andrei Razumovsky e os dois começaram um caso. Infelizmente para Natália, a Corte inteira sabia da sua infelicidade. Andrei deveria ter sido expulso do palácio, mas Paulo, que não sabia nada sobre a situação, protestou contra a partida do seu melhor amigo. Nesta altura Natália já estava grávida e Catarina não se parecia preocupar se a criança era de Paulo ou de André. Natália esperava um herdeiro para o trono russo e, para Catarina, isso era tudo o que interessava.

## Morte
Natália finalmente deu à luz um filho morto, no dia 15 de abril de 1776, depois de um parto longo e doloroso. O bebé era enorme e foi impossível para Natália ter um parto natural, mas mesmo assim os médicos da Corte recusaram-se a realizar uma cesariana. Pouco depois Natália morreu. O seu marido, Paulo, ficou fora de si com a mágoa e insistiu em manter o cadáver da esposa com ele. Chevalier de Corberon questionou o cirurgião Moreau durante um jantar e escreveu: "Ele (Moreau) disse-me em privado que era da opinião de que todos os médicos da Corte eram idiotas. A Grã-duquesa nunca deveria ter morrido. Na verdade é surpreendente que não se tenha tido mais cuidado com ela. As pessoas estão muito zangadas, a chorar e ressentidas. Ontem e hoje ouve-se dizer nas lojas, 'As jovens morrem; as velhas nunca morrem.'" Era uma referência à imperatriz Catarina II.